# Nokia E50
Nokia E50 — смартфон фирмы Nokia, построенный на основе Series 60 3rd Edition. Nokia E50 работает под управлением операционной системы Symbian 9.1. В данной модели реализована «горячая замена» карт памяти, формат карт — microSD, максимальный объём памяти которых — 2 гигабайта. Корпус выполнен из пластмассы и металла.
Телефон поставляется с большим количеством предустановленных приложений — музыкальный плеер, RealPlayer, полноценный веб-браузер, основанный на WebKit, QuickOffice, просмотрщик PDF-файлов, Nokia Maps, которые могут работать в фоновом режиме.
Nokia E50 использует систему базы данных для приложения «Галерея» (которое собирает информацию в фоновом режиме для сокращения времени последующего поиска). Мультимедийные файлы могут располагаться практически в любом месте файловой системы устройства и доступ к ним может быть легко получен, например, по ID3-тегам.
Для синхронизации с ПК используется фирменное программное обеспечение — Nokia PC Suite. Также возможно подключение в режимах Mass Storage (как съемный диск) и PictBridge. Подключение возможно с помощью USB-кабеля и Bluetooth.
Среди недостатков телефона отмечают низкую скорость работы, особенно после длительного использования без перезагрузки.
Модификация Nokia E50-1 включает в себя камеру с разрешением 1280×960 (1.3 млн пикс.).